# Baie-de-Miramichi—Neguac
 (janvier 2025).
Circonscription électorale provinciale du Canada
Baie-de-Miramichi—Neguac ((en) Miramichi Bay—Neguac) (auparavant Baie de Miramichi) est une circonscription électorale provinciale du Nouveau-Brunswick représentée à l'Assemblée législative depuis 1974.

## Géographie
La circonscription comprend :
- la partie nord-est de la ville de Miramichi ;
- le village de Neguac ;
- les communautés de Lavilette, Red Bank et de Tabusintac ;
- les réserves amérindiennes Burnt Church 14 et Red Bank 4 ;
- le parc provincial et le mont Carleton.

## Liste des députés
| Législature                                               | Années      | Député | Député            | Parti                     |
| --------------------------------------------------------- | ----------- | ------ | ----------------- | ------------------------- |
| Baie de Miramichi Circonscription issue de Northumberland |             |        |                   |                           |
| 48e                                                       | 1974-1978   |        | Edgar LeGresley   | Libéral                   |
| 49e                                                       | 1978-1982   |        | Edgar LeGresley   | Libéral                   |
| 50e                                                       | 1982-1987   |        | James Gordon      | Progressiste-conservateur |
| 51e                                                       | 1987-1991   |        | Danny Gay         | Libéral                   |
| 52e                                                       | 1991-1995   |        | Danny Gay         | Libéral                   |
| 53e                                                       | 1995-1999   |        | Danny Gay         | Libéral                   |
| 54e                                                       | 1999-2003   |        | Réjean Savoie     | Progressiste-conservateur |
| 55e                                                       | 2003-2006   |        | Carmel Robichaud  | Libéral                   |
| Baie-de-Miramichi—Neguac                                  |             |        |                   |                           |
| 56e                                                       | 2006-2010   |        | Carmel Robichaud  | Libéral                   |
| 57e                                                       | 2010-2014   |        | Serge Robichaud   | Progressiste-conservateur |
| 58e                                                       | 2014-2018   |        | Lisa Harris       | Libéral                   |
| 59e                                                       | 2018-2020   |        | Lisa Harris       | Libéral                   |
| 60e                                                       | 2020-2021   |        | Lisa Harris       | Libéral                   |
| 60e                                                       | 2022-2024   |        | Réjean Savoie     | Progressiste-conservateur |
| 61e                                                       | 2024-actuel |        | Sam Johnston (en) | Libéral                   |